# Трубі Кінг
Сер Фредерік Трубі Кінг, широко відомий як Трубі Кінг (англ. Sir Frederic Truby King; 1 квітня 1858 — 10 лютого 1938)  — новозеландський реформатор системи соціального захисту дітей.

## Життєпис
Освіту здобув в Единбурзькому університеті.
До 1889 року викладав в Університеті Отаго.
Завдяки йому в країні різко скоротилася дитяча смертність і значно поліпшилось харчування дітей. За заслуги перед суспільством його у 1925 році посвятили в лицарі.
Увійшов в історію як один із перших апологетів суворого виховання — з акцентом на дисципліну та емоційну стриманість. Основні положення викладеного в 1913 його методу такі:
- Годувати немовлят слід суворо за розкладом: раз на чотири години, і стоїчно ігнорувати їхні вимоги у інший час.
- Вночі бажано не годувати взагалі.
- Дітей одразу після народження слід поміщати в окрему кімнату, а також залишати на тривалий час у садку — для загартування.
- Обнімати і пестити малюків можна не довше ніж десять хвилин на день.

Виховання за Трубі Кінгом — це дисципліна й режим. Перші місяці життя дані маленькій людині для їжі, сну і зростання, а не формування прив'язаностей.